# Vainutas
Vainutas je městys v západní části Litvy, v jihozápadním Žemaitsku, v Klajpedském kraji, ve východní části okresu Šilutė.
Nachází se na soutoku bezejmenného potoka (který v městečku protéká rybníkem Vainuto tvenkinys o rozloze 3 ha) s říčkou Šyšalė, která přitéká od východu a pokračuje směrem jižním. Leží na silnici č. 165 Šilutė – Šilalė, v městečku z ní odbočuje silnice č. 199 směr Tauragė, z městečka také vedou dvě různé cesty do Girininků, dále cesta do Degučiů a cesta k soutoku Šyšalė s Šyšou.
Ve Vainutu na pravém břehu Šyšalė je katolický kostel Sv. Jana Křtitele, postavený roku 1869 jako v pořadí již čtvrtý (první kostel byl ve Vainutu postaven roku 1606). Dále je ve Vainutu střední škola (od roku 1954, první byla farní škola při prvém kostelu postaveném roku 1606), dále školní vlastivědné muzeum, knihovna (od roku 1937), ambulance, městský úřad, požární zbrojnice, správa polesí, pobočka Šilutské spořitelny, pošta (PSČ: LT-99069), sběrna mléka, na místním hřbitově je několik etnograficky cenných pomníků, troje boží muka (lit.: koplytstulpis; z roku 1989).

## Minulost městečka
Vainutas byl poprvé zmíněn roku 1506 – byl zde dvůr a městečko. Roku 1606 byl postaven dřevěný kostel a při něm byla farní škola. V roce 1640 zde bylo 29 rodin. Na začátku 18. století (za Severní války) městečko vyhořelo. Roku 1711 zde nebyl ani jeden obyvatel. V roce 1738 tu bylo 6 obydlí. V roce 1744 získalo městečko tržní a jarmareční práva (v roce 1754 opakovaně a téhož roku i Magdeburská práva, která byla potvrzena roku 1792). V roce 1770 byl opět postaven kostel. V roce 1816 ve Vainutu žilo 18 židovských rodin (116 lidí). Roku 1834 byla založena základní škola. V roce 1853 Vainutas opět vyhořel. V roce 1856 byl postaven nevelký kostel, který biskup Motiejus Valančius zkritizoval a nakázal postavit kostel pořádný, zděný, slíbil zařídit projekt. Výstavba kostela začala roku 1860. Za povstání v roce 1863 se však projekt inženýra Dambrauska ztratil. Po různých peripetiích bylo v roce 1866 povoleno stavbu dokončit (dokončena roku 1869). Uvnitř jsou 3 oltáře. Pozemek je obehnán zdí. V letech 1936–1945 zde působila základní škola, v letech 1945–1949 progymnázium, 1949–1954 sedmiletka, od roku 1954 – střední škola. V letech 1952–1966 zde byla nemocnice. Za sovětů byl Vainutas střediskem sovchozu. Dekretem ze dne 7. prosince 2006 prezident Litvy potvrdil nový znak města Vainutas.

## Obyvatelstvo
| 1788 | 1833 | 1862 | 1897  | 1923  | 1959  | 1970 | 1979  | 1983  | 1987  | 1997  | 2001 |
| ---- | ---- | ---- | ----- | ----- | ----- | ---- | ----- | ----- | ----- | ----- | ---- |
| 264  | 317  | 753  | 1 192 | 1 291 | 1 083 | 891  | 1 121 | 1 084 | 1 066 | 1 110 | 993  |
|      |      |      |       |       |       |      |       |       |       |       |      |

## Slavní rodáci
- Stasys Balčytis (1893–1973), člen Zakládajícího Seimu (1920–21)
- Pranciškus Gustaitis (1910–1946), farář, 1946 zavražděn KGB
- Anastazija Mažeikaitė–Tamošaitienė (1910–1991), lidová umělkyně
- Povilas Almis Mažeika (1915–2004), doktor oceánografických věd, námořník, spisovatel
- Zosė Petraitienė (1928–1982), lékařka, zemřela při výkonu povolání
- Janina Birutė Pužaitė-Venckienė, knihovnice, lidová umělkyně
- Zacharijus Nemčevskis (1766–1820), matematik, docent na Vilniuské univerzitě
- Zigmas Venckus (* 1924), muzikolog, skladatel
- Augustas Timpa (1892–1975), vypravěč a další